# Neudöbern

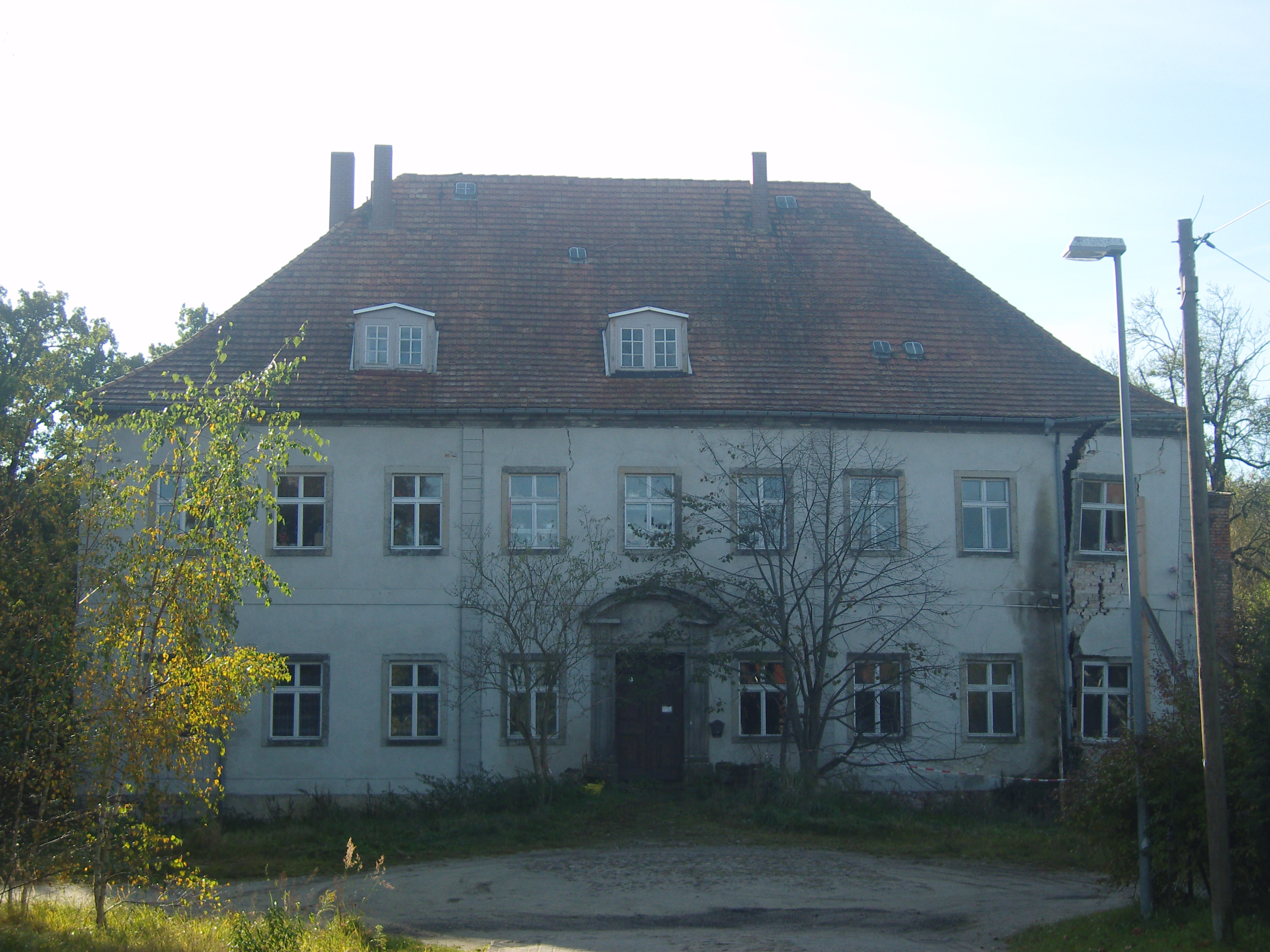
Schloss

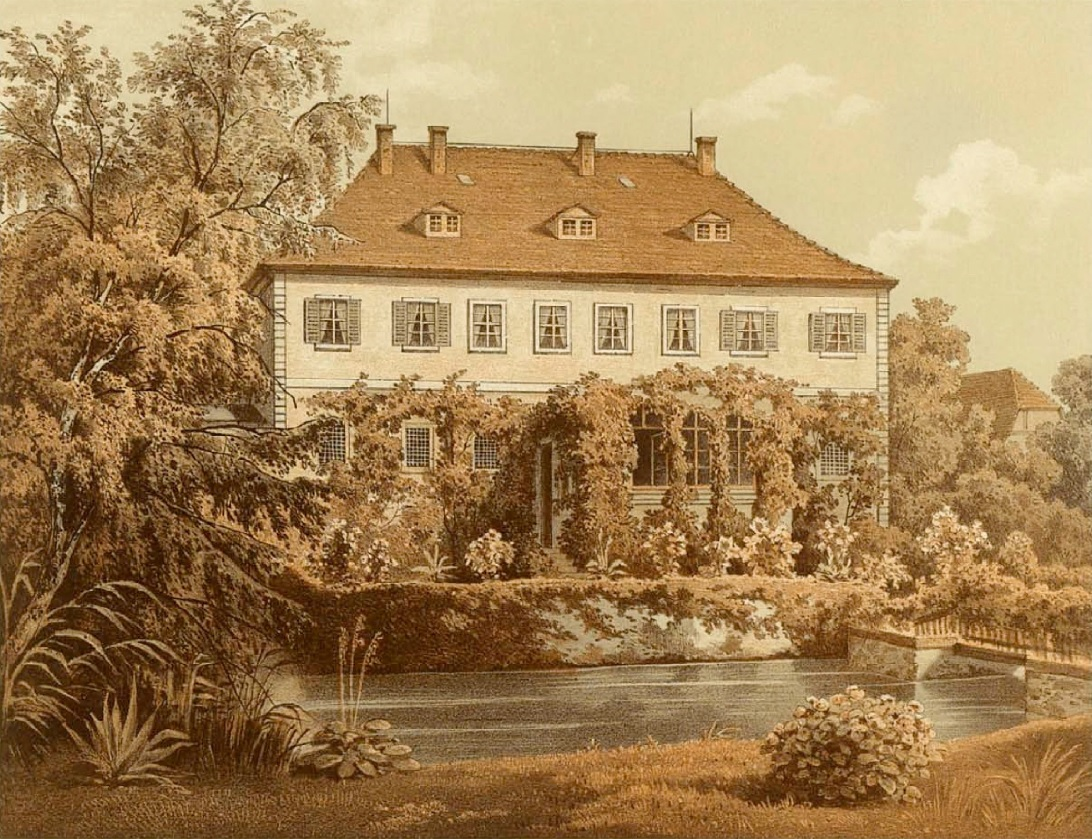
Gut Neudöbern um 1860/1880, Sammlung Alexander Duncker

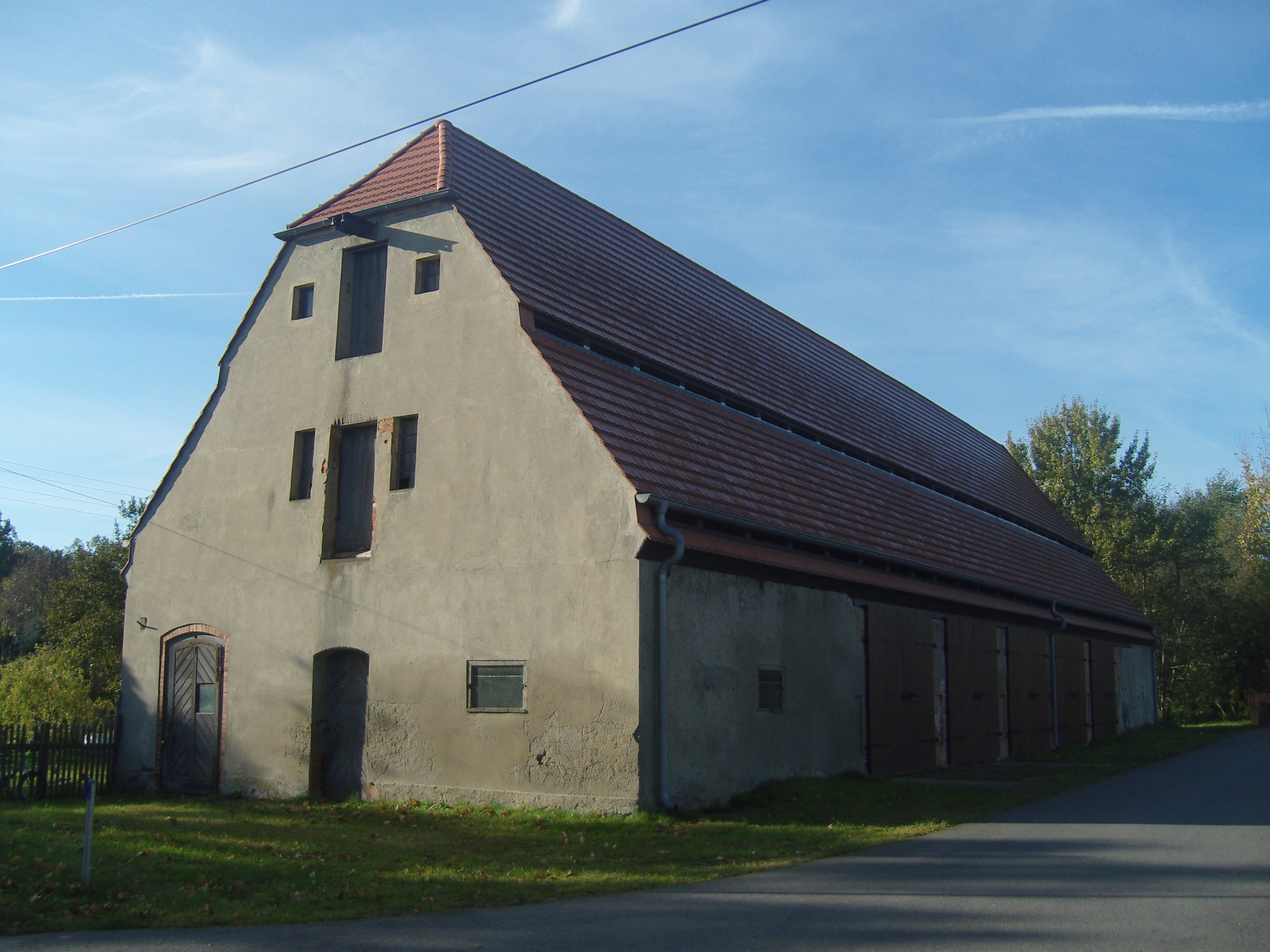
Denkmalgeschützter Speicher

Neudöbern (bis 5. August 2004 amtlich Neu Döbern; niedersorbisch Nowa Darbnja) ist ein Ort im südbrandenburgischen Landkreis Oberspreewald-Lausitz. Neudöbern ist Gemeindeteil von Schöllnitz, das ein Ortsteil der Gemeinde Luckaitztal im Amt Altdöbern ist.

## Lage
Neudöbern liegt in der Niederlausitz im Süden des Naturparks Niederlausitzer Landrücken. Im Süden grenzt der Ort direkt an die Gemeinde Altdöbern, weiter im Süden liegt die Stadt Großräschen. Im Westen von Neudöbern liegen Schöllnitz und die Schöllnitzer Ortslage Rettchensdorf, weiter im Westen folgt die Gemeinde Bronkow. Nordwestlich befinden sich die Ortslage Luckaitz und der Schöllnitzer Ortsteil Gosda mit seinen Ortslagen Zwietow und Weißag. Die nördlich des Ortes liegende Teichlandschaft Buchwäldchen-Muckwar gehört seit dem 16. Januar 1997 zu den Naturschutzgebieten des Landes Brandenburg. Die nördlich angrenzenden Orte Buchwäldchen und Muckwar gehören ebenfalls zur Gemeinde Luckaitztal. Im Osten folgt der ehemalige Tagebau Greifenhain, aus dem durch Flutung der Altdöberner See entsteht.

## Geschichte
Um das Jahr 1300 soll Neudöbern bereits als Wasserburg entstanden sein. Im Jahr 1507 wurde der Ort gemeinsam mit dem benachbarten Rettchensdorf als Lehen auf die Brüder Siegmund und Hieronymus von Zieckau übertragen. In Neudöbern existierte eine Wassermühle. Ab 1692 gehörte das Gut zum Besitz der Familie von Thilau. Im Jahr 1703 wurde das Schloss Neudöbern erbaut.
Im Ergebnis des Wiener Kongress kam Neudöbern an das Königreich Preußen. Der Ort gehörte zum preußischen Landkreis Calau. Von 1890 bis 1945 war das Gut im Besitz der Familie von Pourtalès. Am 1. Januar 1925 wurde das benachbarte Rettchensdorf nach Neudöbern eingegliedert. Nach dem Zweiten Weltkrieg blieb der Ort beim 1952 neugegründeten Kreis Calau. Am 1. Juli 1950 wurden die Orte Luckaitz und Neudöbern nach Schöllnitz eingegliedert. Am 31. März 2002 schloss sich Schöllnitz mit seinen Ortslagen Neudöbern, Rettchensdorf und Luckaitz mit den Orten Buchwäldchen, Muckwar und Gosda zur Gemeinde Luckaitztal zusammen.

### Einwohnerentwicklung
| Jahr | Einwohner | Jahr | Einwohner |
| ---- | --------- | ---- | --------- |
| 1875 | 260       | 1933 | 224       |
| 1890 | 209       | 1939 | 220       |
| 1910 | 193       | 1946 | 292       |
| 1925 | 232       | 2011 | 312       |

## Kultur und Sehenswürdigkeiten
Von der ehemaligen Wassermühle existiert noch der ehemalige Mühlenteich sowie das Mühlengebäude, das als Wohnhaus genutzt wird. Planungen sehen vor, die vorhandene Mühlentechnik der Öffentlichkeit zugänglich zu machen.
Das Schloss Neudöbern gehört wie ein Speicher zu den Baudenkmalen in der Gemeinde Luckaitztal. Unweit des Herrenhauses wurden im September 2009 drei gusseiserne Gedenkplatten gefunden, auf denen die Lebensläufe von drei Familienmitgliedern des Adelsgeschlechts von Thielau beschrieben sind.

## Wirtschaft und Infrastruktur
Westlich des Ortes verläuft die Bundesautobahn 13.